# أحمد عبد الفتاح (حارس مرمى)
أحمد عبد الفتاح لاعب كرة قدم مصري في مركز حراسة المرمى ، من ناشئي نادي المصري ، ويلعب حاليًا لنادي القناة.

## إحصائيات مشاركاته

### مع الأندية
آخر تحديث في 17 يوليو 2017
| الفريق | الموسم    | الدوري  | الدوري | الكأس   | الكأس | البطولات القارية | البطولات القارية | الإجمالي | الإجمالي |
| الفريق | الموسم    | مشاركات | أهداف  | مشاركات | أهداف | مشاركات          | أهداف            | مشاركات  | أهداف    |
| ------ | --------- | ------- | ------ | ------- | ----- | ---------------- | ---------------- | -------- | -------- |
| المصري | 2015–2016 | 2       | 0      | 1       | 0     | —                | —                | 3        | 0        |
| المصري | 2016–2017 | 1       | 0      | 1       | 0     | 0                | 0                | 2        | 0        |

## وصلات خارجية
- أحمد عبد الفتاح